# Ёлнатское сельское поселение
Ёлнатское се́льское поселе́ние — муниципальное образование в Юрьевецком районе Ивановской области Российской Федерации.
Административный центр — село Ёлнать.

## География
Поселение расположено в южной части Юрьевецкого района. Площадь территории — 185,81 км².

## История
Статус и границы сельского поселения установлены Законом Ивановской области от 25 февраля 2005 года № 54-ОЗ «О городском и сельских поселениях в Юрьевецком муниципальном районе».
Законом Ивановской области от 6 мая 2015 года № 34-ОЗ Пелевинское сельское поселение было упразднено, а его населённые пункты включены в состав Ёлнатского сельского поселения.

## Население
| 2002  | 2010  | 2011  | 2012  | 2013  | 2014  | 2015  |
| ----- | ----- | ----- | ----- | ----- | ----- | ----- |
| 1276  | ↘1128 | ↘1121 | ↘1092 | ↘1082 | ↘1076 | ↘1029 |
| 2016  | 2017  | 2018  | 2019  | 2020  | 2021  |       |
| ↗1831 | ↘1823 | ↘1819 | ↘1767 | ↘1735 | ↘1617 |       |

По данным администрации поселения, на конец 2021 года численность населения составляла 1719 человек. Снижение численности связывалось с естественной убылью и миграционным оттоком. В 2021 году в поселении родилось 6 детей, а умерло 36 человек. В возрастной структуре населения 1062 человека относились к трудоспособному возрасту, 480 — к пенсионерам, 220 — дети до 16 лет.

## Состав сельского поселения
В состав сельского поселения входит 45 населённых пунктов.
| №  | Населённый пункт | Тип                          | Население |
| -- | ---------------- | ---------------------------- | --------- |
| 1  | Ёлнать           | село, административный центр | ↘895      |
| 2  | Абрамово         | деревня                      | 1         |
| 3  | Аксениха         | деревня                      | 7         |
| 4  | Акулиха          | деревня                      | 0         |
| 5  | Андрейково       | деревня                      | 0         |
| 6  | Барабаниха       | деревня                      | 0         |
| 7  | Беляево          | деревня                      | 27        |
| 8  | Бенькино         | деревня                      | 6         |
| 9  | Бердиха          | деревня                      | 0         |
| 10 | Богомолово       | деревня                      | 15        |
| 11 | Ботынино         | деревня                      | 0         |
| 12 | Васильевка       | деревня                      | 11        |
| 13 | Дворищи          | деревня                      | 8         |
| 14 | Демидовка        | деревня                      | 5         |
| 15 | Дорки            | село                         | ↘163      |
| 16 | Ермоленка        | деревня                      | 0         |
| 17 | Ермолово         | деревня                      | 0         |
| 18 | Ершиха           | деревня                      | 0         |
| 19 | Заливенки        | деревня                      | 3         |
| 20 | Колобово         | деревня                      | 0         |
| 21 | Куретнево        | деревня                      | 0         |
| 22 | Лазарево         | село                         | →0        |
| 23 | Латышиха         | деревня                      | 0         |
| 24 | Лобаны           | деревня                      | 278       |
| 25 | Мазнево          | деревня                      | 2         |
| 26 | Мальгино         | деревня                      | 10        |
| 27 | Меньшиково       | деревня                      | 4         |
| 28 | Никитино         | деревня                      | 6         |
| 29 | Никулино         | деревня                      | 1         |
| 30 | Олонино          | деревня                      | 3         |
| 31 | Пелевино         | деревня                      | ↘320      |
| 32 | Пигарево         | деревня                      | 0         |
| 33 | Потемкино        | деревня                      | 0         |
| 34 | Ростоново        | деревня                      | 1         |
| 35 | Сельцо-Тюримово  | деревня                      | 6         |
| 36 | Скуратиха        | деревня                      | 47        |
| 37 | Содомово         | деревня                      | →0        |
| 38 | Спириха          | деревня                      | 21        |
| 39 | Стегаиха         | деревня                      | 0         |
| 40 | Тихон-Воля       | село                         | ↘157      |
| 41 | Токарево         | деревня                      | 9         |
| 42 | Федорково        | деревня                      | 6         |
| 43 | Царево           | деревня                      | 2         |
| 44 | Чертежи          | посёлок                      | 18        |
| 45 | Ярцево           | деревня                      | 0         |

## Экономика и инфраструктура

### Экономика
Основу экономики поселения составляет сельское хозяйство. На территории действуют сельскохозяйственные предприятия ОАО «Заря» и ОАО «Юрьевецкий», а также 5 крестьянских (фермерских) хозяйств. Значительную роль играют личные подсобные хозяйства (ЛПХ) населения. По состоянию на 2021 год, в ЛПХ содержалось 244 головы крупного рогатого скота (в том числе 104 коровы), 61 свинья, 39 овец и 97 коз, а также птица, кролики и пчёлы, при этом отмечалась тенденция к ежегодному сокращению поголовья.
Торговая сеть представлена 9 магазинами. Также на территории поселения функционируют пилорама и база отдыха «Ершиха».

### Инфраструктура и благоустройство
Жилищно-коммунальные услуги предоставляют ООО «Тепло-город» (теплоснабжение) и МУП «МУК» (тепло- и водоснабжение). В 2021 году состояние водопроводных сетей оценивалось как проблемное, было зафиксировано 25 прорывов. Услуги почтовой связи предоставляют 3 отделения Почты России.
В рамках программы благоустройства ведётся работа по модернизации уличного освещения. К концу 2021 года общее число уличных светильников достигло 135. Проводятся мероприятия по обеспечению пожарной безопасности, включая опахивание минерализованных полос вокруг населённых пунктов.
В мае 2021 года село Ёлнать и прилегающие территории пострадали от урагана. Восстановление повреждённых объектов социальной сферы и жилого фонда проводилось за счёт средств областного бюджета и межбюджетных трансфертов.

### Социальная сфера
Система образования включает МКОУ «Елнатская средняя школа» и детский сад № 4 «Колосок». Медицинское обслуживание населения осуществляют отделение врача общей практики, отделение сестринского ухода и 4 фельдшерско-акушерский пункта.
Культурная сфера представлена Муниципальным учреждением культуры «Социально-культурное объединение Елнатского сельского поселения», которое объединяет 2 дома культуры, 3 сельских клуба, 5 библиотек и музей «Ёлнатская старина».